# Backlackspule
Eine Backlackspule ist eine Bauform einer Luftspule, also ein induktives Bauelement ohne weichmagnetischen Kern. Backlackspulen bestehen aus Kupferlackdraht, der mit einer zusätzlichen thermoplastischen Lackschicht versehen ist. Die Lackschicht wird während des Wickelprozesses durch Heißluft oder Stromstöße verflüssigt und härtet anschließend aus. Somit bleibt ein mechanisch stabiler und selbsttragender Verbund übrig, der ohne Kern auskommt.
Der Backlackdraht, oder auch Klebelackdraht genannt, besteht meist aus Kupfer und wird im ersten Schritt mit Isolationslack überzogen, ehe die Klebelackschicht aufgetragen wird.